# Леди (фильм)
«Леди» (англ. The Lady) — исторический фильм режиссёра Люка Бессона, в главной роли Мишель Йео, выпущен Europa Corp. во Франции и Entertainment Film Distributors в Соединенном Королевстве. Повествует о героической Аун Сан Су Чжи — дочери убитого в 1947 году лидера движения за независимость Мьянмы Аун Сана. Дэвид Тьюлис сыграл её мужа британского тибетолога Михаэля Эйриса.
Йео характеризует картину как «невероятную любовную историю» на фоне «политической неразберихи». Французский еженедельный журнал новостей «Paris Match» разделил мнение актрисы, назвав фильм удивительной историей любви между её умершим мужем Михаэлем Эйрисом и женщиной, которая жертвует личным счастьем ради своих людей. Йео также назвала ленту «работой любви», признавшись, что играть Нобелевского лауреата было страшно. Государственный секретарь США Хиллари Клинтон посмотрела фильм прежде, чем познакомилась с Аун Сан Су Чжи. После этой встречи она публично рекомендовала «Леди» для показа зрителям, у которых никогда не будет шанса получить такую возможность, которую ей предоставили Люк Бессон и Мишель Йео: «Это был волнующий опыт для меня, и я думаю, что таким же он окажется для вас».

## Сюжет
В 1947 году, когда Аун Сан Су Чжи было два года, её отец Аун Сан вёл Мьянму к независимости. Но скоро, 19 июля 1947 года, он, вместе с группой своих коллег, был убит военным эскадроном смерти. Повзрослев, она уехала в Англию, вышла замуж и была счастлива вместе со своей семьёй. Но в 1988 году слабое здоровье матери вынуждает её вернуться на родину, где её отца Аун Сана по-прежнему помнят и чтят.
Когда она навещает свою мать в больнице в 1988 году, она встречает многих людей, тяжело раненных во время протестов демократической оппозиции, которые были жестоко подавлены вооруженными силами Мьянмы. Она понимает, что в стране необходимы политические изменения, и скоро вступает в демократическое движение, чтобы способствовать реформам. Она принимает роль символа в поддержку самоопределения бирманских людей и посвящает себя борьбе за политические свободы.
Су Чжи основывает политическую партию и с огромным преимуществом побеждает на выборах 1990 года. Однако бирманская военная хунта не признаёт результаты выборов, отменяет их итоги и берёт Су Чжи под строгий контроль. Её разлучают с семьёй и больше десятилетия держат под домашним арестом. Мужу и детям запрещают въезд на территорию страны. Семья начинает вести борьбу за признание Су Чжи вне Мьянмы — это послужит гарантией, что о ней не забудут, и она не исчезнет незамеченной.
Благодаря усилиям своей семьи она становится первой женщиной в Азии, награждённой Нобелевской премией мира. Но она по-прежнему не может встретиться с родными и присутствовать на церемонии, а её муж Михаэль Эйрис так и не смог её увидеть в последний раз перед своей ранней смертью.

## В ролях
| Актёр             | Роль                                        |
| ----------------- | ------------------------------------------- |
| Мишель Йео Чу-Кен | Аун Сан Су Чжи                              |
| Дэвид Тьюлис      | Михаэль Эйрис (муж Аун Сан Су Чжи)          |
| Джонатан Рагет    | Ким Арис (младший сын Аун Сан Су Чжи)       |
| Джонатан Вудхаус  | Александр Арис (старший сын Аун Сан Су Чжи) |
| Сьюзен Вулдридж   | Люсинда Филипс                              |
| Бенедикт Вонг     | Карма Фунтсо                                |

## Предыстория
Ребекка Фрайн начала работу над проектом после того, как она и её муж, продюсер Энди Харрис (Королева, Проклятый «Юнайтед»), посетили Мьянму в начале 1990-х годов. Продюсерская компания Харриса Left Bank Pictures начала работу над сценарием в 2008 году под рабочим названием «Свобода от страха». Харрис хотел видеть Мишель Йео в главной роли и отправил ей сценарий. Актриса была заинтригована, поскольку всегда хотела сыграть Су Чжи. Она прилетела в Лондон только для того, чтобы встретиться с продюсерами. Сценарий был английский и рассказывал историю исключительно глазами Михаэля Эйриса, но Мишель Йео привнесла в сценарий азиатскую точку зрения.
Её супруг Жан Тодт (который позже участвовал в проекте как аккредитованный продюсер) посоветовал ей связаться со своим другом Люком Бессоном. Она уже была о режиссёре высокого мнения за то, что он и прежде снимал фильмы о сильных женщинах. Бессон немедленно принял сценарий, хотя осознавал тот факт, что ему придётся применить весь свой режиссёрский опыт, приобретённый за многие годы работы. Бессона привлекла возможность наконец рассказать историю реальной героини, женщины-борца, которая не владеет никаким другим оружием, кроме своих человеческих достоинств. Во время съёмок фильма появилась новость о снятии домашнего ареста с Аун Сан Су Чжи. Бессон отказывался верить в то, что он видел по телевизору, так как это было предельно похоже на события, которые происходили в уже отснятом материале.

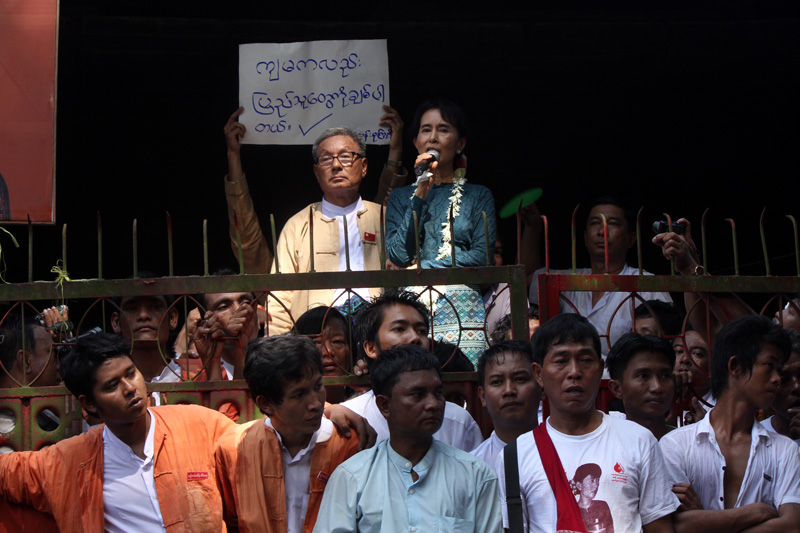
Аун Сан Су Чжи появляется на публике после освобождения 14 ноября 2010 года.

Йео использовала своё свободное время, чтобы немедленно посетить Су Чжи. Позже она сказала, что это было похоже на посещение дорогого члена семьи. Когда они обсуждали фильм, актрисе казалось, что она всё ещё на съёмочной площадке, так как Люк Бессон скопировал дом очень точно. Лидер национальной лиги за демократию удостоила актрису объятий. 22 июня 2011 года Йео хотела навестить Су Чжи во второй раз, но была выслана из Мьянмы. Однако Люку Бессону разрешили встретиться с героиней своего фильма. Она сказала, что будет смущаться при просмотре, но, тем не менее, попросила копию.
Мишель Йео позже выражала большую благодарность тайским партнерам, таким, как Siam Movies, за их поддержку, пожертвовав средства фонду Chaipattana Foundation по случаю выпуска фильма в Таиланде.

## Достоверность

### Ребекка Фрайн
Ребекка Фрайн лично взяла интервью у многих приближённых к Су Чжи лиц, чтобы написать сценарий, основанный на рассказанных фактах. В то время как некоторые соглашались дать интервью только при условии неразглашения источников, деверь Су Чжи Энтони Эйрис открыто восхищался её работой.

### Мишель Йео
Йео просмотрела около 200 часов аудиовизуального материала про Су Чжи и брала уроки бирманского языка, дабы максимально точно передать роль. Её талант к изучению языков можно оценить, когда в фильме она произносит историческую речь Су Чжи на бирманском языке. Актриса также улучшила свои навыки игры на фортепиано. Несмотря на то, что она всегда отличалась миниатюрностью и стройностью, Мишель Йео ощутимо похудела для наиболее точного воплощения на экране образа Су Чжи, сын которой заметил, что его мать более худая, чем азиатская звезда. Кроме того, Йео, в интервью «New York Post», сказала, что костюмы, которые она носит в фильме, являются традиционной бирманской одеждой и сделаны из шёлка и хлопка. Люк Бессон заявил, что более поздняя Мишель Йео «скопировала внешность Су Чжи и нюансы её индивидуальности настолько хорошо, что различия между настоящим человеком и изображённой в фильме героиней были практически незаметны, когда они пересеклись в действительности»..

### Люк Бессон
Под руководством Люка Бессона его команда также стремилась к максимальной точности. При строительстве копии дома Су Чжи даже учитывались стороны света, чтобы зрители видели восход солнца так же, как хозяйка реального дома. Ориентируясь на изображения со спутника и на приблизительно 200 семейных фотографий, они построили точную, в масштабе 1:1, модель дома. Сам Люк Бессон ездил в Мьянму, разведывал местность и производил скрытую съёмку. Для достижения предельной достоверности режиссёр нанял большое количество бирманских актёров как для важных ролей, так и для массовки. Некоторые из них, как Thein Win, воспроизводили на экране свои собственные воспоминания. Несколько раз съёмки приходилось приостанавливать, так как речи Мишель Йео (на бирманском языке) приводили к вспышкам эмоций у тех членов массовки, которые присутствовали при реальных речах Су Чжи.

### Энди Харрис
Энди Харрис сосредоточил свои усилия на придании достоверности британской части сценария своей жены. Он достиг предельной точности относительно счастливого времени в жизни Су Чжи, когда она жила со своей семьей в Соединённом Королевстве. Их квартира также была воссоздана в киносъёмочном павильоне, но в фильме есть несколько сцен, которые были сняты перед реальным домом. Сцены, изображающие умирающего от рака Михаэля Эйриса, были также сняты в настоящей больнице.

## Оценка критиков
Фильм получил по большей части отрицательные отзывы кинокритиков и на сайте Rotten Tomatoes имеет 1,5 звезды из пяти возможных. Робби Коллин из The Telegraph назвал байопик «слабым подражанием вдохновенному борцу за демократию», в то время как Роджер Эберт присудил картине 2,5 звезды из пяти возможных, выделив сильную актёрскую игру Мишель Йео и Дэвида Тьюлиса и посоветовав Бессону не снимать более биографических лент. Кит Ахлич (Time Out Chicago) назвал «Леди» сознательно приукрашенным биографическим фильмом. Дэвид Руни (The Hollywood Reporter) похвалил операторскую работу Тьерри Арбогаста за красивую картинку, южноазиатские пейзажи, приятно противопоставленные серому каменному Оксфорду. Аннабель Удо О’Мэлли в статье для Asian Week оценила фильм как «безусловно, достойный внимания» за его «красивую операторскую работу» и саундтрек. Дэвид Стрэттон (Australian Broadcasting Corporation) высказался по поводу воплощения Мишель Йео образа главной героини: «Су, прекрасно изображаемая Мишель Йео, является воплощением изящества и спокойствия, и её многострадальные сторонники следуют её примеру».
Мелисса Сильверстайн (indieWire) охарактеризовала «кампанию Микаэля с целью убедить комитет присудить Нобелевскую премию мира Су для того, чтобы о ней узнали и боролись за её безопасность» как один из основных моментов фильма. Критик особенно выделила сцену, в которой «один из сыновей Су Чжи принимает премию от её имени, а она слушает выступление сына по радио за тысячи миль оттуда». Сильверстайн нашла эту сцену «трогательной». Джулия Сурьякузума (The Jakarta Post) призналась, что картина довела её до слёз. Саммер Дж. Холидэй (Working Author) определяет «Леди» как «совместные действия суровой реальности современной военной оккупации и эффекта, который эта реальность оказывает на всех». Гонконгский университет объяснил, что «кино подталкивает нас к исследованию проблемы демократии, свободы и других проблем человечества». Это было сказано перед показом фильма в университете, после которого состоялось обсуждение фильма с Люком Бессоном, Мишель Йео и профессором Иэном Холидэем.

## Показы

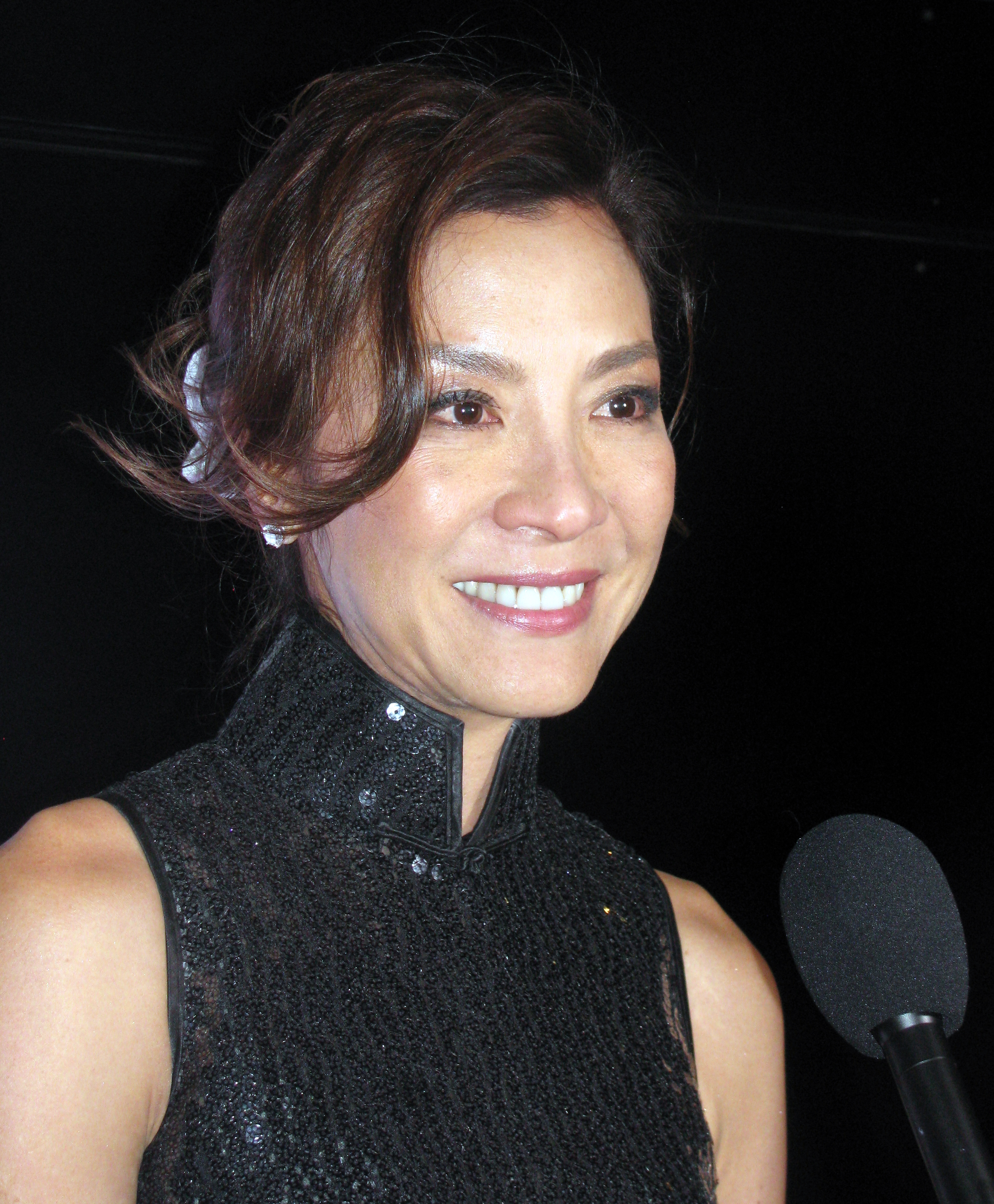
Мишель Йео представляет «Леди» на кинофестивале в Торонто в 2011 году

Мировая премьера фильма состоялась 12 сентября 2011 года на кинофестивале в Торонто. Европейская премьера состоялась, когда картина открыла римский кинофестиваль 27 октября 2011 года. 29 октября фильм закрыл кинофестиваль «Трибэка» в городе Доха, Катар, где состоялась азиатская премьера «Леди». В странах континентальной Европы дистрибуцией фильма занимается компания EuropaCorp, в Великобритании — Entertainment Film Distributors. Cohen Media Group, американский дистрибьютор картины, организовал ограниченный недельный прокат ленты в Лос-Анджелесе со 2 по 8 декабря 2011 года. Кроме того, был организован специальный показ для азиатского сообщества в Нью-Йорке.
В немецких кинотеатрах показ фильма начался 15 марта 2012 года, после того, как Люк Бессон и Мишель Йео представили фильм в Берлине 10 января 2012 года. Mongrel Media выпустила фильм в Канаде 6 апреля 2012 года. В Азии лента закрывала международный кинофестиваль в Таиланде, где Мишель Йео объявила, что снова намерена посетить Мьянму. Во время показа зал был настолько переполнен, что в конечном итоге пришлось обеспечить второй экран. 2 февраля 2012 года картина была выпущена в Таиланде и Сингапуре. 3 февраля состоялась премьера в Гонконге, вслед за которой 9 февраля стартовал театральный прокат. В Мьянме большое количество пиратских копий фильма распространяется неофициально.